# Dua Lipa (álbum)
Dua Lipa é o álbum de estreia homônimo da cantora britânica-albanesa Dua Lipa. Inicialmente previsto para ser lançado em setembro de 2016, o álbum acabou sendo lançado em 2 de junho de 2017, através da Warner Records, após alguns atrasos para adicionar novas canções. Lipa mudou-se de Kosovo para Londres aos quinze anos, com o objetivo de seguir uma carreira na música. Após concluir seus estudos, Lipa deu uma pausa e começou a usar as redes sociais para impulsionar sua carreira, inspirada pela descoberta do cantor Justin Bieber. Antes de ingressar na indústria musical, ela trabalhou como modelo e garçonete; foi durante esse período que ela conheceu Ben Mawson, da TAP Management, que se tornou seu empresário e a ajudou a assinar um contrato com a Warner. O processo de criação do álbum começou quando a cantora participou de uma fase de desenvolvimento de artistas em 2013. Das 25 faixas incluídas em todas as edições do álbum, Lipa co-escreveu 21 delas. Durante o processo de produção, ela colaborou com uma variedade de compositores e produtores, encontrando uma conexão criativa com Stephen "Koz" Kozmeniuk, que produziu várias faixas do álbum. As sessões de gravação do álbum ocorreram em diferentes cidades, incluindo Londres, Los Angeles, Toronto e Nova Iorque, e foram concluídas em 2017.
Descrito pela cantora como dark pop, pop progressivo e "dance music para chorar", Dua Lipa abrange uma variedade de estilos, incluindo dance-pop, electropop e R&B, com elementos de disco, hip hop e tropical house. Essa combinação sonora resulta em versos influenciados pelo hip hop, com fluxo pesado e letras sinceras, combinados com refrões cativantes de pop. O álbum apresenta uma ampla diversidade musical, alternando entre baladas suaves e faixas animadas, com uma instrumentação eletrônica e vocais inspirados no rock. As letras do álbum exploram temas como tristeza, empoderamento feminino, relacionamentos e desgosto, e incluem referências bíblicas em algumas faixas. Lipa se inspirou em diversos artistas durante a criação do álbum, inicialmente buscando mesclar o som de J. Cole e Nelly Furtado. Além disso, o álbum conta com participações especiais dos cantores Miguel e Chris Martin, vocalista do Coldplay.
Dua Lipa foi amplamente aclamado pela crítica especializada, recebendo críticas geralmente favoráveis. Muitos críticos elogiaram os vocais de Lipa e a qualidade sonora do álbum. Como resultado, constou em diversas listas de melhores álbuns do ano, como as publicadas pela Billboard e Rolling Stone. No Brit Awards de 2018, o álbum foi indicado para Álbum Britânico do Ano, enquanto os singles "New Rules", "IDGAF" e "One Kiss" foram indicados para Single Britânico do Ano, com "One Kiss" ganhando o prêmio nessa categoria. Além disso, o álbum contribuiu para Lipa conquistar o prêmio de Artista Revelação no Grammy Awards de 2019; a faixa "Electricity" também ganhou Melhor Gravação de Dance. Comercialmente, Dua Lipa foi um grande sucesso, alcançando popularidade significativa em 2018. O álbum alcançou o top 10 das paradas em quatorze países, incluindo o Reino Unido, onde atingiu a terceira posição. Ele recebeu certificações multiplatinadas em seis países e conquistou uma certificação de platina dupla no Reino Unido. Até fevereiro de 2021, Dua Lipa havia vendido mais de seis milhões de cópias em todo o mundo.
De Dua Lipa, oito singles foram lançados, incluindo "Be the One" e "IDGAF", que alcançaram o top 10 no Reino Unido, assim como o single número um no Reino Unido e top 10 nos EUA, "New Rules". Para promover o álbum, Lipa fez aparições em várias premiações, programas de televisão e festivais. Além disso, a cantora embarcou em turnês como a 2016 UK Tour, Hotter than Hell Tour, US and Europe Tour e Self-titled Tour durante os anos de 2016, 2017 e 2018. Em outubro de 2018, Lipa relançou o álbum, intitulado como Complete Edition, que incluiu sete faixas adicionais. Entre essas faixas estão as colaborações de Lipa que alcançaram o top 15 no Reino Unido, como "One Kiss" com Calvin Harris, "Electricity" com Silk City, "Scared to Be Lonely" com Martin Garrix e "No Lie" com Sean Paul. O primeiro dos quatro mencionados passou oito semanas no topo da UK Singles Chart. Além disso, ela também adicionou a colaboração com o grupo Blackpink, "Kiss and Make Up", que foi lançada como um single promocional.

## Antecedentes

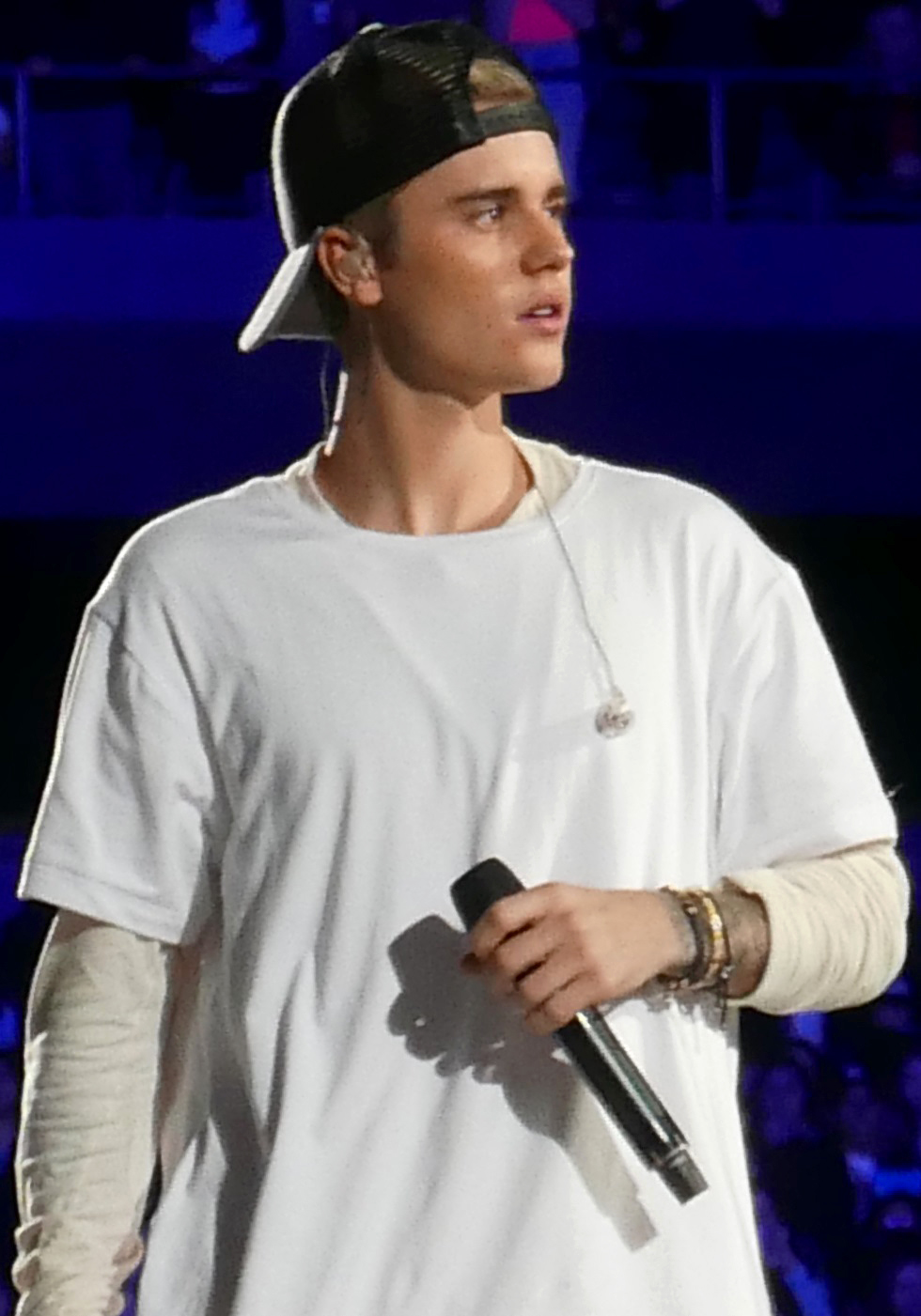
Lipa se inspirou na descoberta de Justin Bieber para começar sua carreira usando as redes sociais

Dua Lipa desenvolveu um amor pela música desde cedo, influenciada por seu pai, que se apresentou na banda de rock Oda. Ela começou a cantar aos cinco anos e escreveu sua primeira canção sobre como ela queria ser como sua mãe quando fosse mais velha. Lipa tocava violoncelo na escola e também fez um teste para o coral de sua escola, mas foi rejeitada depois de ser informada de que não sabia cantar. Ela começou a praticar aulas de canto depois disso. Enquanto morava em Kosovo durante sua adolescência, a ambição de Lipa de iniciar uma carreira musical cresceu. Aos 14 anos, ela escreveu a canção "Lions & Tigers & Bears", que foi inspirada em The Wizard of Oz (1939). Ela publicou em sua página no SoundCloud como sua primeira demo em fevereiro de 2012. Lipa determinou que a pequena indústria musical de Kosovo não correspondia ao tipo de carreira que ela queria, pois desejava uma "escala global". Como resultado, ela se mudou para Londres, onde nasceu, aos 15 anos. Seus pais se sentiram à vontade para permitir que ela se mudasse para lá, pois a filha de um de seus amigos morava lá.
Depois de terminar a escola, Lipa tirou um ano de folga para encontrar um gerente enquanto trabalhava em um restaurante. Ela foi influenciada pela descoberta de Justin Bieber no YouTube que a inspirou a seguir o mesmo caminho que ele. Ela começou uma carreira de modelo para ganhar contatos na indústria da música. Lipa começou a postar covers de canções como "If I Ain't Got You" (2004) de Alicia Keys e "Beautiful" (2002) de Christina Aguilera no YouTube. Embora seus vídeos não tenham alcançado grande popularidade, ela os usou como uma forma de portfólio e os levou para clubes londrinos como KOKO, onde ela pensou que encontraria pessoas da indústria da música para quem ela poderia mostrá-los. Além disso, Lipa publicou canções no SoundCloud, deu CDs de demo para estações de rádio e cantou em anúncios. Depois de estrelar um comercial do X Factor, ela conheceu um produtor que lhe ofereceu um contrato de publicação. Perplexa com isso, ela entrou em contato com um amigo on-line para obter ajuda, pois não entendia. Ele redirecionou Lipa para seu advogado, que a aconselhou a não aceitar. O advogado ficou impressionado com ela e apresentou Lipa a Ben Mawson da administração da TAP enquanto ela realizava reuniões com as sociedades gestoras. Ela acabou assinando um contrato de publicação e administração com a TAP e um contrato de gravação com a Warner Bros. Records; a última empresa a queria porque não tinha uma grande artista pop feminina.

## Desenvolvimento e gravação

### Primeiras sessões e desenvolvimento
Depois de conhecer Mawson em 2013, Lipa foi convidada para sessões de composição por ele e Ed Millett, os co-proprietários da TAP; isso aconteceu enquanto eles decidiam se deveriam assiná-la. Mawson e Millett pretendiam que Lipa aprendesse o comércio de compositores com a ajuda de uma ampla gama de colaboradores. Ela estava mais interessada em "descobrir" seu som no início do que em conseguir um contrato de gravação; ela queria ter um som que misturasse o rapper J. Cole e Nelly Furtado, mas a reação dos produtores não foi muito positiva. Lipa ainda estava trabalhando como garçonete e não dormia muito. Assim, Mawson e Millett lhe deram um salário mensal para que ela pudesse deixar o emprego e se concentrar em composição. Eles organizaram um período intenso de desenvolvimento artístico, onde Lipa entrava em sessões cinco dias por semana com compositores diferentes até que algo saísse deles.
Lipa achou difícil entrar nas primeiras sessões porque não conhecia os compositores e produtores lá. Ela achou que era difícil se abrir para estranhos. Lipa tentaria conhecê-los antes de escrever para se sentir mais confortável. A cantora também tentou criar apenas canções de rádio nas primeiras sessões, o que a limitou e a estressou, resultando em sua falta de criatividade e uma quantidade de pressão colocada sobre ela. Lipa eventualmente superou isso e escreveu sobre como as situações a fizeram se sentir; foi quando ela começou a escrever as canções que gostava. Quando Lipa começou a escrever, ela teve várias ideias e sabia como revelar seus pensamentos. No entanto, ela teve problemas para construir uma canção, então contou com a ajuda de co-compositores, muitos dos quais ela se tornou boa amiga. Ela descreveu isso como um processo de aprendizado e lentamente se tornou confiante com sua composição. À medida que Lipa escreveu mais, ela desenvolveu uma habilidade para composição, levando-a a escrever canções sobre situações relevantes para ela ou seus amigos. A cantora se inspirou em sua escrita nos "dramas" que viu enquanto trabalhava como hostess e "o lado negro da vida noturna". Ela desejava criar essa ideia como "sedutora e doce, mas não açucarada" o que acontece. Lipa afirmou que queria trazer "um pouco mais de realidade" para falar a verdade "sobre como é ser adolescente" como antes da canção ser dominada pelo quão incrível era. Em 2015, Lipa fez quatro viagens a Los Angeles para escrever canções; ela fez uma tatuagem de palmeira no cotovelo esquerdo para comemorar seu primeiro mês escrevendo canções lá. A compositora Lucy Taylor deu a Lipa "Be the One" antes de lançar qualquer música; a cantora estava relutante em gravá-la devido ao fato de não ter escrito.
Lipa formou uma estreita parceria com o produtor Koz. Ela muitas vezes lhe enviava coisas que eram apenas o piano e ele o produzia e o tornava coeso. Lipa lembrou que ele tornou tudo mais fácil para ela e entendeu sua visão para o álbum. Koz revelou que ficou impressionado com os vocais únicos de Lipa. Das 25 canções originais incluídas em todas as edições do álbum, Koz produziu nove, incluindo "Hotter than Hell" e "Thinking 'Bout You". Foram as duas primeiras canções escritas para o álbum e foram escritas nas primeiras sessões organizadas por Mawson e Millet. O primeiro ajudou a definir como o álbum soaria e ajudou a cantora a conseguir seu contrato com a Warner Bros em 2014. Depois disso, Lipa entrou em muitas sessões de composição que não deram certo tentando recriar a canção. Ela pensou que precisava de mais canções como essa, mas eventualmente percebeu que não precisava. Foi quando Lipa escreveu "New Love" em Nova Iorque e "Last Dance" em Toronto. A última canção também teve um papel na definição do som do álbum; Lipa afirmou que, uma vez que ouvisse sua versão final, ela levaria a canção aos produtores e diria "este é o meu som".

### Sessões de composição posteriores
Lipa normalmente escreveria uma canção em um dia, geralmente dentro de duas a três horas. Lipa costumava entrar em sessões de estúdio com uma ideia já em mente e começando a escrever, percebendo lentamente como a letra tem relevância em sua vida. Ela também escreveria notas e as levaria ao estúdio para escrever uma canção sobre elas, somente se a nota ainda fosse relevante para ela no momento. À medida que ela se importava mais com a história, Lipa inventava melodias para se encaixar em suas letras e muitas vezes mudava a melodia para que ela pudesse obter todas as palavras que precisava na história. Lipa sentiu que as sessões de composição eram sua forma de terapia. Além de Cole e Furtado, Lipa se inspirou em artistas como Sting, the Police, David Bowie, Radiohead, Stereophonics, Pink, Destiny's Child, Missy Elliott, Christina Aguilera, Method Man, Redman, 50 Cent, Snoop Dogg, Busta Rhymes, Kendrick Lamar, Schoolboy Q e Chance the Rapper.
"No Goodbyes" foi uma canção pessoal para Lipa escrever; ela a descreveu como a canção mais difícil para ela escrever no álbum. Ela antecipou o futuro ao escrevê-lo, pois estava de luto por um relacionamento em que ainda estava, mas esperando pelo melhor. Lipa levou um tempo para ter a coragem de escrevê-lo, pois ela estava preocupada que a pessoa sobre quem ela escreveu soubesse que é sobre eles. Lipa explicou que estava viajando muito e decepcionando essa pessoa, onde eles não estavam vivendo suas vidas enquanto esperavam por ela. "For Julian" foi escrito por Lipa e Eg White para o amigo de Lipa que estava passando por um período difícil em sua vida. A canção não foi lançada digitalmente, no entanto, apareceu na edição japonesa do álbum.

### Sessões finais e visão geral
Lipa co-escreveu todas as canções do álbum, excluindo "Be the One", "New Rules", "Scared to Be Lonely" e "No Lie". Ela recusou várias canções oferecidas a ela por outros artistas porque sentiu que elas não se encaixavam no estilo dela. Mawson explicou que essas canções acabaram sendo grandes sucessos para outras artistas femininas. "Scared to Be Lonely" e "No Lie" foram oferecidos a Lipa com Martin Garrix e Sean Paul, ambos desejando uma colaboração com ela. Lipa queria terminar o álbum antes de lançar qualquer música para que pudesse planejar a campanha de marketing. No entanto, a cantora ainda entrou em sessões de estúdio em dias de folga, caso pudesse escrever outra coisa. O álbum acabou sendo adiado quando a cantora teve algumas oportunidades emocionantes. Depois disso, Lipa adicionou dez novas canções ao álbum para que ela pudesse mostrar outro lado para ela. Ela escreveu mais de 160 canções para o álbum, muitas das quais nunca foram concluídas, pois estava constantemente escrevendo novas e expressando onde estava em sua vida. Lipa também colaborou com Nineteen85, Darkchild, BloodPop e Noonie Bao, mas nenhuma das canções entrou no álbum. Ela costumava remover uma canção do álbum e depois adicioná-la novamente.
Lipa fez duas viagens a Los Angeles ao terminar o álbum onde "IDGAF", "Lost in Your Light", "Homesick" e "Begging" foram escritas. As viagens se solidificaram e fecharam o álbum para a cantora. Também durante essas viagens, Ian Kirkpatrick tocou para Lipa "New Rules", o que a levou a gravá-la. "Lost In Your Light" e "Homesick" são colaborações com Miguel e o vocalista do Coldplay, Chris Martin, ambos dos quais Lipa era fã. O álbum foi concluído em 20 de março de 2017 e foi criado em estúdios entre Berlim, Londres, Los Angeles, Nova Iorque, Estocolmo e Toronto. Como Lipa passou muito tempo no álbum tentando aperfeiçoá-lo, ela tatuou a palavra "paciência" para se lembrar de esperar até que tudo estivesse perfeito. O trabalho no Complete Edition continuou ao longo de 2018, onde "One Kiss" com Calvin Harris, "Electricity" com Silk City, e "Kiss and Make Up" com Blackpink foram gravadas. A última canção foi originalmente destinada a ser uma canção solo para Lipa, no entanto, a cantora decidiu adicionar a banda a ela depois que as integrantes Jennie e Lisa participaram de seu show em Seul.

## Composição

### Temas
Musicalmente, Dua Lipa é um álbum de dance-pop, electropop e R&B, com elementos de disco, hip hop e tropical house. Lipa descreve o som do álbum como dark pop, pop progressivo e "dance music para chorar". Ela explicou que o som incorporava versos influenciados pelo hip hop com fluxo pesado e letras cruas e verdadeiras, ao lado de um refrão pop grande e simples. Várias das canções derivam de experiências tristes; Lipa desejava misturar letras mais sombrias com música pop que se pudesse dançar. Ela afirmou que os ouvintes muitas vezes ficavam surpresos ao olhar para as letras devido ao som dançante das canções. A cantora concluiu mencionando que a honestidade é a chave do som. O álbum é muito diversificado e explora vários gêneros diferentes. O álbum equilibra entre canções de empoderamento otimistas e canções despojadas sobre emoção real.
Dua Lipa evita a superprodução e usa instrumentação eletrônica ao lado de sintetizadores grossos, percussão detalhada e melodias complexas. As batidas usadas no álbum são influenciadas pelo clubby pop e têm uma pulsação profunda de soul. Lipa usa vocais roucos e poderosos de rock. As letras lidam com temas de empoderamento feminino, relacionamentos, desgosto, amor e perda, todos inspirados pela tristeza. Lipa nunca quis que as letras parecessem submissas ou fracas, e sim empoderadoras. Ela descreveu a vulnerabilidade como algo diferente que está incluído no álbum. Além disso, tem temas de auto-identificação e uso das experiências e realizações de Lipa para enfrentar os portentos e situações universais do amor. Ela também canta sobre as qualidades deprimentes e suplicantes de um término. Várias canções do álbum contêm referências bíblicas e imagens religiosas para mostrar os altos e baixos dos relacionamentos.

### Conteúdo e estrutura musical

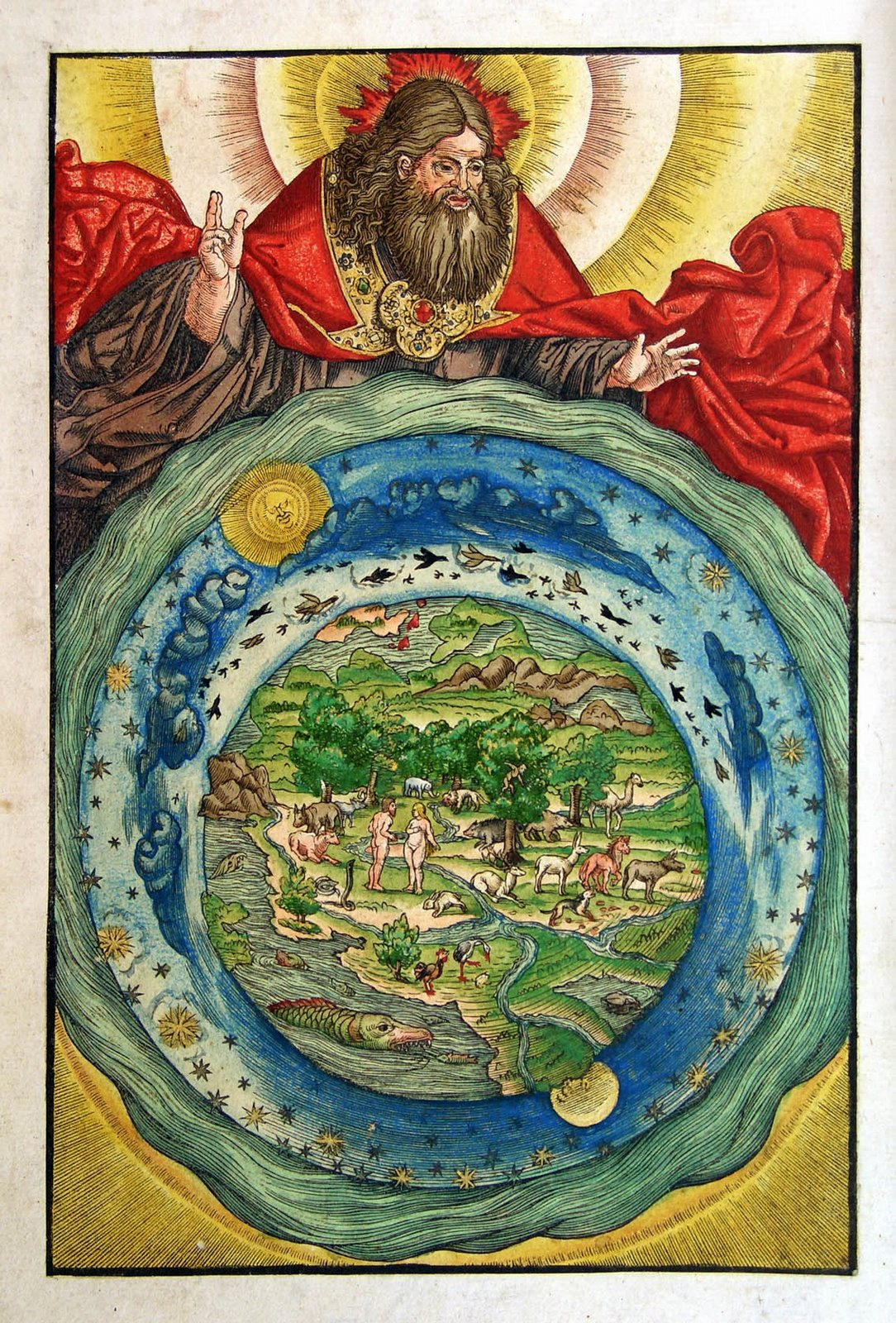
"Genesis" cita e recebe o título do primeiro livro da Bíblia, com o qual compartilha um nome.

Dua Lipa abre com "Genesis", uma faixa de R&B que incorpora o estilo dos anos 80 com o uso de uma guitarra elétrica. O título da canção é inspirado no primeiro livro da Bíblia e faz referência ao verso de abertura de Gênesis 1: "No princípio, Deus criou o céu e a terra". No aspecto vocal, Lipa enfatiza e prolonga certas letras, enquanto a letra da canção retrata uma reavaliação de um relacionamento. Ela pede desculpas ao parceiro pelas complicações que acompanham a fama e anseia pelo período de lua de mel do relacionamento, reconhecendo que as pessoas estão sempre em constante mudança. A faixa de electropop "Lost in Your Light" é um dueto de Lipa com Miguel. Ela apresenta um ritmo de disco, ritmos eletrônicos e batidas percussivas intensas, juntamente com um interlúdio de hip hop. Descrita pela própria Lipa como uma das canções mais alegres do álbum, a letra aborda a sensação de se perder no meio de todas as emoções no início de um relacionamento. Já em "Hotter than Hell", Lipa mostra uma atitude provocadora em relação a um ex-namorado, buscando vingança por suas ações passadas. A canção aborda temas de empoderamento e mágoa, apresentando uma combinação de gêneros, como dance-pop, electropop e tropical house. A condução da faixa é marcada por marimbas e sintetizadores, complementados por órgãos e bongôs. A canção faz uma referência a "505" do Arctic Monkeys, presente no álbum Favourite Worst Nightmare de 2007.

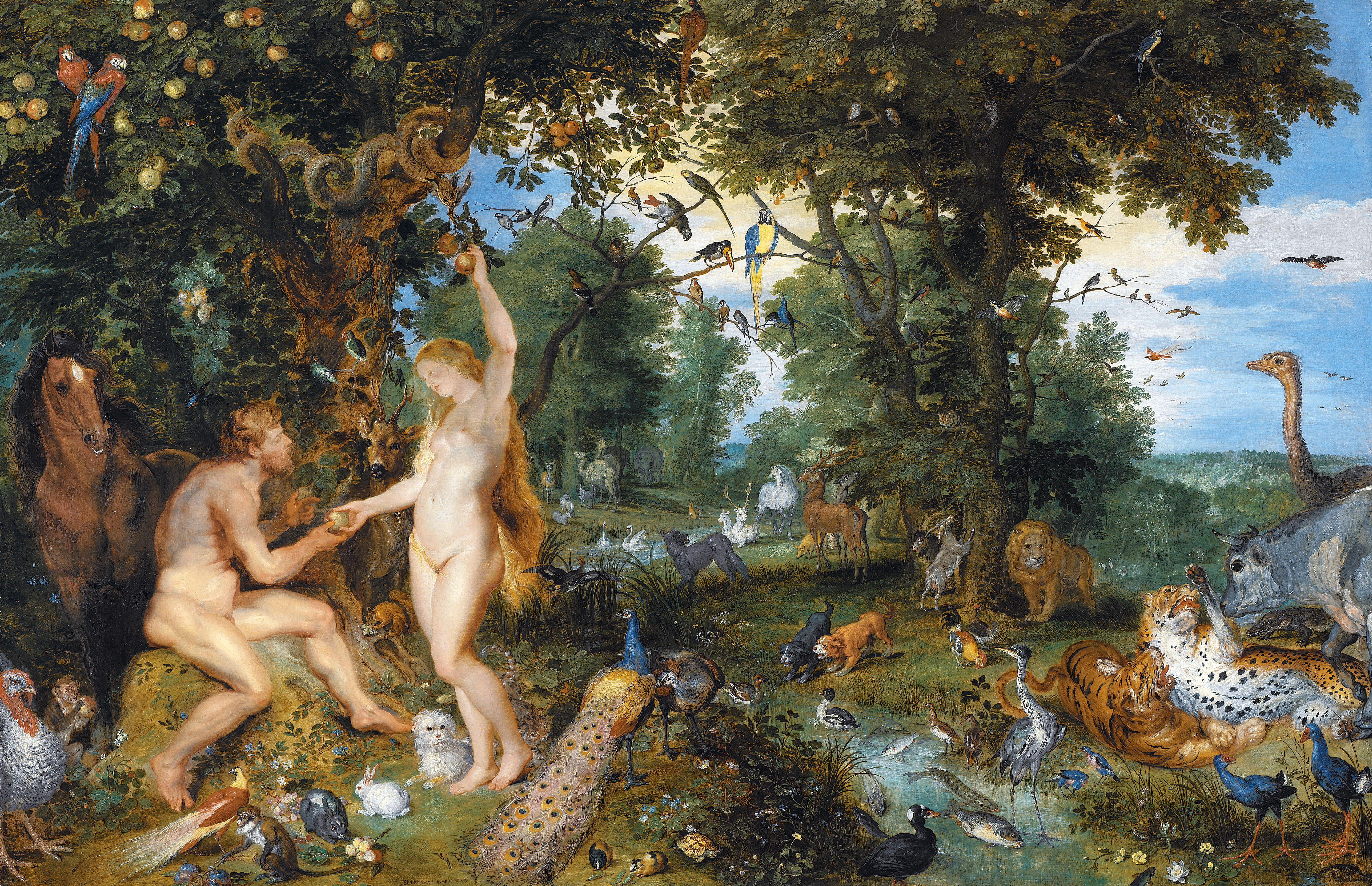
"Garden" faz referência a Adão e Eva deixando o Jardim do Éden, usando-o como uma metáfora para descrever uma separação.

"Be the One" é uma faixa de dream pop, Europop e synth-pop que Lipa descreve como sendo sobre "autoconfiança, perseverança e lutar pelo que se quer". Com letras que abordam a falta de comunicação em um relacionamento, a canção mostra Lipa implorando para que seu amante a aceite de volta de uma vez por todas. A produção da faixa combina batidas de R&B tropical, grooves inspirados nos anos 1980 e riffs de electropop. "IDGAF", acrônimo para "I don't give a fuck", é uma faixa pop marcada por um riff de guitarra elétrica e tambores militares. Nas letras, Lipa deixa claro para seu ex-namorado que ela não está pensando nele, após ele tentar reacender o relacionamento. Inspirada pela carreira malsucedida de modelo de Lipa, "Blow Your Mind (Mwah)" fala sobre rejeitar pessoas que desejam que os outros mudem e ter o controle em um relacionamento. A canção é categorizada como uma faixa futurista de disco e electropop com batidas tropicais. Lipa utiliza vocais de indietronica e sopra um beijo no final do refrão. "Garden" utiliza a metáfora de Adão e Eva deixando o Jardim do Éden para descrever uma separação e o anseio de Lipa pelas partes idílicas de um relacionamento. A cantora atua como uma namorada reflexiva no final do relacionamento, enquanto a imagética religiosa é contrastada com temas de traição. Musicalmente, a canção é uma power ballad com soul, estilo Eurovisão, com uma produção tempestuosa e percussão apocalíptica.
"No Goodbyes" é uma faixa dark que mescla elementos de dance e se inicia de forma lenta, com Lipa utilizando um estilo vocal sussurrante. As letras da canção abordam um relacionamento fadado ao fracasso, revelando um lado vulnerável presente no álbum. "Thinking 'Bout You" é uma balada acústica de R&B e retro-soul, que se destaca pela presença marcante do violão. Nessa faixa, Lipa retrata sua tentativa de esquecer um romance do passado. Em "New Rules", Lipa estabelece um conjunto de regras para evitar se envolver novamente com um ex-namorado. Essa faixa apresenta uma sonoridade de electropop e tropical house, com uma produção de EDM que incorpora ritmos de dancehall e elementos de bashment. "Begging" é uma canção marcada por sintetizadores intensos e uma produção moderna, que combina melodias animadas com acordes dramáticos de piano e elementos inspirados na década de 1980. A edição padrão de Dua Lipa encerra com "Homesick", um dueto de balada ao piano com Chris Martin. As letras dessa canção abordam a sensação de estar longe das pessoas amadas para perseguir um sonho.

#### Faixas bônus
A primeira faixa inédita na edição deluxe de Dua Lipa é "Dreams", uma canção de dance com influências dos ritmos caribenhos. Possui uma produção moderna que combina metais, sintetizadores poderosos e elementos dos anos 1980. Lipa descreveu "Room for 2" como uma "cantiga de ninar assustadora para crianças", uma balada sombria impulsionada por um piano. Já "New Love" é uma canção de synth-pop com uma batida tribal, incorporando elementos de neo soul e R&B. Lipa descreve o significado da canção como "enfrentar o medo de perder a única coisa que realmente importa para você". A letra de "Bad Together" aborda uma experiência sexual intensa, com Lipa pedindo perdão divino por seus pecados no refrão. A produção da faixa inclui sons eletrônicos e tambores africanos. "Last Dance", a última faixa da edição deluxe, é uma canção que combina os estilos chillwave, dance-pop e post-EDM, com uma produção glitchy e tribal, utilizando acordes de sintetizador característicos do house. Na canção, Lipa canta sobre um relacionamento que poderia terminar repentinamente. A faixa bônus da edição japonesa, "For Julian", é uma canção lenta e inspirada no jazz, que aborda o tema de Deus respondendo às orações de alguém.
A primeira faixa nova em Dua Lipa: Complete Edition, "Want To", é uma canção de robo-pop em que Lipa utiliza vocais eletrônicos sobre sintetizadores melancólicos. A canção retrata a cantora enfrentando os presságios e dilemas universais do amor. Em seguida, temos "Running", uma canção R&B conduzida por um piano e conta a história de um orgulho ferido, acompanhada por vocais poderosos de Lipa. A colaboração de Lipa com o Blackpink, "Kiss and Make Up", é uma fusão de dance, electropop e reggaeton, com uso de sintetizadores de baixo e vocoders. Liricamente, a canção aborda a resolução de uma briga entre dois amantes através de carinho físico, com letras em inglês e coreano. Em "One Kiss" com Harris, Lipa canta sobre desencadear uma paixão intensa entre dois amantes através de um beijo. A faixa é uma mistura de dance-pop, diva house e tropical house, com destaque para instrumentação de metais. "Electricity", sua colaboração com Silk City, é uma canção de dance-pop e piano house que se inspira no house de Chicago e na música dos anos 1990. Lipa usa vocais gospel e contando a história de dois amantes com uma alma gêmea. A produção retrô-pop é marcada por cordas de disco e acordes de piano soulful. "Scared to Be Lonely", uma colaboração com Garrix, é uma faixa de future bass com um tom emotivo. A canção incorpora cordas eletrônicas e pratos em sua produção, enquanto Lipa reflete sobre a legitimidade de um relacionamento. "No Lie" com Sean Paul, é uma mistura de reggae e pop tropical, retratando a atração de Paul por uma mulher em um cenário de clube.

## Lançamento e promoção

### Lançamento

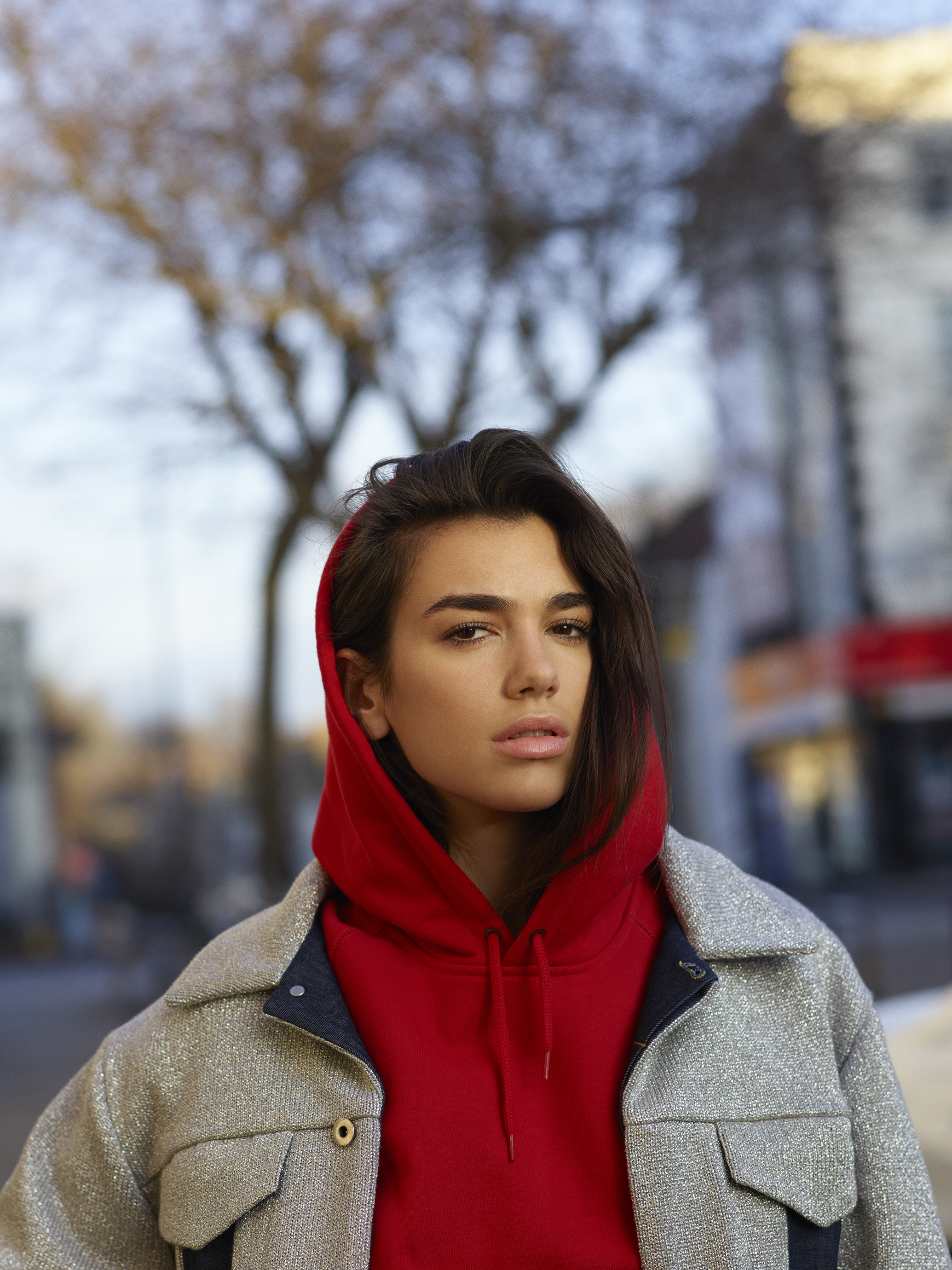
Lipa na sessão de fotos para divulgação do álbum

Em julho de 2016, foi revelado que Dua Lipa havia definido 30 de setembro daquele ano como a data de lançamento de seu álbum de estreia. A capa recebeu críticas negativas dos fãs, resultando em pedidos de alteração. No mês seguinte, Lipa anunciou o título do álbum e revelou uma versão revisada da capa da edição padrão, enquanto expressava sua gratidão aos fãs por sua paciência e apoio durante esse tempo. A capa revisada foi descrita por Rachel Sonis, do Idolator, como "mínima, mas cativante", destacando a cantora com uma jaqueta escamosa, olhando para a câmera com o cabelo molhado cobrindo um lado de seu rosto sobre um fundo azul-roxo. Lipa explicou o título do álbum, afirmando que é autointitulado porque representa quem ela é como pessoa e como artista. Além disso, outras edições do álbum usam a mesma capa, mas com fundos diferentes: a edição deluxe apresenta um fundo roxo, enquanto a Complete Edition utiliza um fundo brilhante.
Em 3 de agosto de 2016, foi revelado que o álbum havia sido adiado para 10 de fevereiro de 2017. Em 24 de agosto de 2016, a cantora anunciou formalmente Dua Lipa. A edição deluxe do álbum foi disponibilizada para pré-venda dois dias depois. Em janeiro de 2017, Lipa adiou o lançamento do álbum pela segunda vez, alterando a data para junho de 2017, devido ao seu desejo de aperfeiçoá-lo e encaixar "novas canções e colaborações emocionantes" no álbum. As edições padrão e deluxe de Dua Lipa foram lançadas em 2 de junho de 2017. A edição especial italiana do álbum incluiu duas faixas adicionais, entre elas um cover de Lipa da canção "Bang Bang" de Cher. Uma versão japonesa do álbum também foi lançada simultaneamente e apresentava a faixa original "For Julian", que posteriormente foi expandida pela Japanese Special Edition. Em outubro de 2020, uma edição do álbum em 360 Reality Audio também foi disponibilizada. A cantora lançou os EPs Deezer Sessions e Spotify Sessions, que apresentam versões ao vivo de canções do álbum. Um EP em vinil, intitulado The Only, com canções do álbum também foi lançado, bem como Live Acoustic, um EP com covers da cantora.
Após o lançamento inicial do álbum, Lipa mencionou a possibilidade de uma reedição, onde ela planejava incluir versões ao vivo das faixas favoritas dos fãs, como "Running" e "Want To", ambas previamente vazadas. Em 4 de setembro de 2018, ela oficialmente anunciou a reedição intitulada Dua Lipa: Complete Edition, marcada como a "edição super deluxe" do álbum original. Esta reedição consistia em dois discos: o primeiro continha a edição deluxe do álbum original, enquanto o segundo apresentava oito faixas adicionais. Isso incluía colaborações previamente lançadas por Lipa, como "One Kiss" com Calvin Harris, "Electricity" com Silk City, "Scared to Be Lonely" com Martin Garrix e "No Lie" com Sean Paul. A reedição foi lançada em 19 de outubro de 2018, junto com uma edição exclusiva em CD para o mercado japonês, que incluía cinco faixas adicionais. Lipa compartilhou que o lançamento dos lados B do álbum a inspirou a repensar a maneira como ela encarava a vida de um álbum e a maximizar todas as oportunidades criativas que ele oferecia.

### Promoção

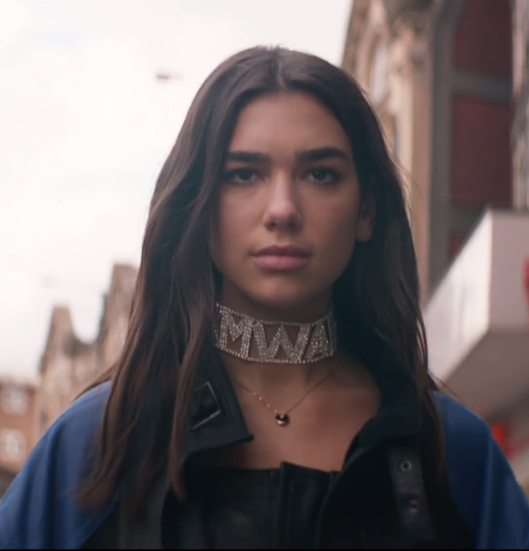
Lipa no documentário See in Blue

A faixa "Want To" promoveu a colaboração com a fabricante de automóveis britânica Jaguar, especificamente o modelo I-Pace. Nessa campanha, os proprietários do carro tinham a oportunidade de criar remixes personalizados da faixa com base em como dirigiam e em seus históricos de streaming no Spotify. Esses remixes misturaram humores, ritmos, arranjos e gêneros musicais diversos, incluindo dance, drum and bass, hip hop, orquestral e pop. O lançamento dessa campanha ocorreu em um show secreto em Amesterdão, Países Baixos, onde Dua Lipa, junto com celebridades como a modelo holandesa Doutzen Kroes e a atriz francesa Alix Bénézech, criaram seus próprios remixes enquanto dirigiam o carro. "Want To" se tornou a canção mais remixada da história.
A Warner Bros. Records começou a impulsionar a carreira de Lipa em 2014, quando ela assinou com a gravadora. A cantora adotou diversas estratégias de promoção, utilizando ativamente as redes sociais para divulgar sua música e também colaborou com as marcas Adidas, MAC Cosmetics e Patrizia Pepe. Em dezembro de 2016, Lipa lançou um curta-metragem, produzido pelo The Fader em parceria com o YouTube Music e dirigido por Robert Semmer, intitulado See in Blue. Esse curta-metragem detalhou sua jornada musical até aquele ponto e incluiu uma performance acústica de "Genesis". Para impulsionar ainda mais sua carreira, Lipa concedeu várias entrevistas a diversas publicações, como American Broadcasting Company (ABC), BBC, Billboard, The Observer, The Independent, The New York Times, NME, Official Charts Company e Variety.

### Apresentações ao vivo

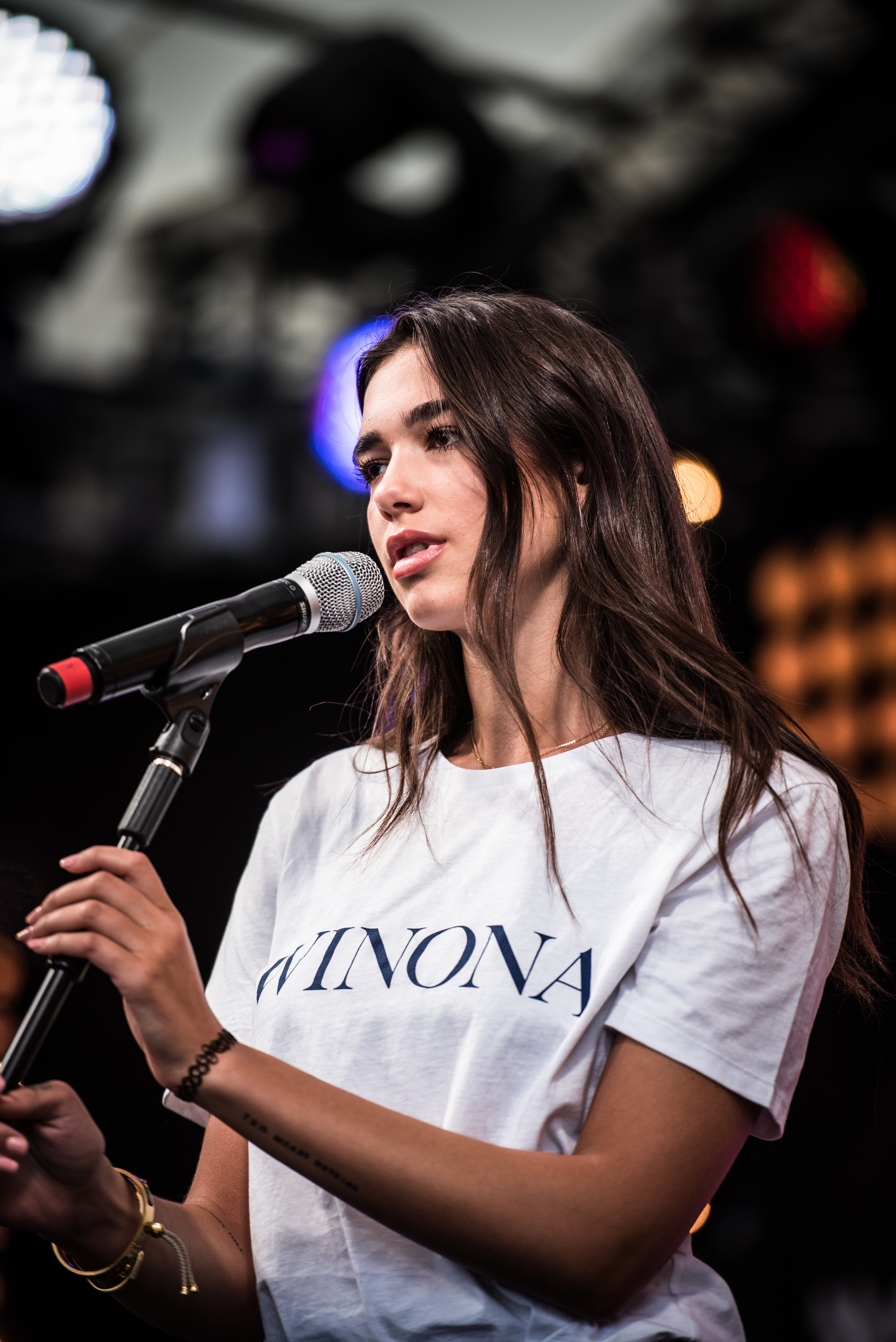
Lipa se apresentando no SWR3 New Pop Festival em setembro de 2016

Após o lançamento de "New Love", Dua Lipa iniciou a promoção de sua música e começou a se apresentar com faixas que ainda não haviam sido finalizadas, mesmo antes de concluir seu álbum de estreia. Sua primeira apresentação ao vivo ocorreu durante um showcase da gravadora em Berlim, Alemanha, seguida por sua estreia em festivais no Eurosonic Noorderslag, nos Países Baixos, em janeiro de 2016. A partir daí, ela embarcou em uma série de turnês, incluindo a UK Tour em 2016, a Hotter than Hell Tour e a US and Europe Tour ao longo de 2016 e 2017. Além disso, ela foi ato de abertura para Troye Sivan na Suburbia Tour, Bruno Mars na 24K Magic World Tour e Coldplay na A Head Full of Dreams Tour. Ela também se apresentou em premiações, incluindo o American Music Awards, Billboard Music Awards, Brit Awards e Grammy Awards. Além disso, Lipa fez várias aparições em programas de televisão, como Jimmy Kimmel Live!, Later... with Jools Holland, The Ellen DeGeneres Show, The Graham Norton Show, The Tonight Show Starring Jimmy Fallon e Saturday Night Live.
A cantora também fez parte do lineup de eventos, incluindo o Summertime Ball e Jingle Bell Ball da Capital FM, bem como o Festival de Glastonbury, iHeartRadio Music Festival, Jingle Ball Tour e no final da Liga dos Campeões da UEFA. Além disso, Lipa foi a atração principal do Sunny Hill Festival em Pristina, Kosovo, um evento organizado por seu pai, Dukagjin. A turnê de apoio ao álbum, chamada Self-Titled Tour, ocorreu de outubro de 2017 a dezembro de 2018, começando em Brighton, Inglaterra, e terminando em Denver, Colorado, Estados Unidos. Durante essa turnê, ela realizou um total de 245 apresentações e tatuou o número nas costas. Contudo, durante essa fase de promoção ao vivo, Lipa enfrentou críticas por sua falta de presença de palco durante as apresentações. Um meme de sua dança tornou-se viral, o que ela posteriormente revelou ter afetado sua saúde mental, afirmando: "por um curto período de tempo, isso mexeu com minha saúde mental. Eu subia ao palco e, se alguém estivesse me filmando, na minha cabeça, eu não pensava 'Oh, eles estão filmando porque gostam.' Eu pensava 'Eles estão filmando para rir de mim ou algo assim'."

## Singles

### Oficiais

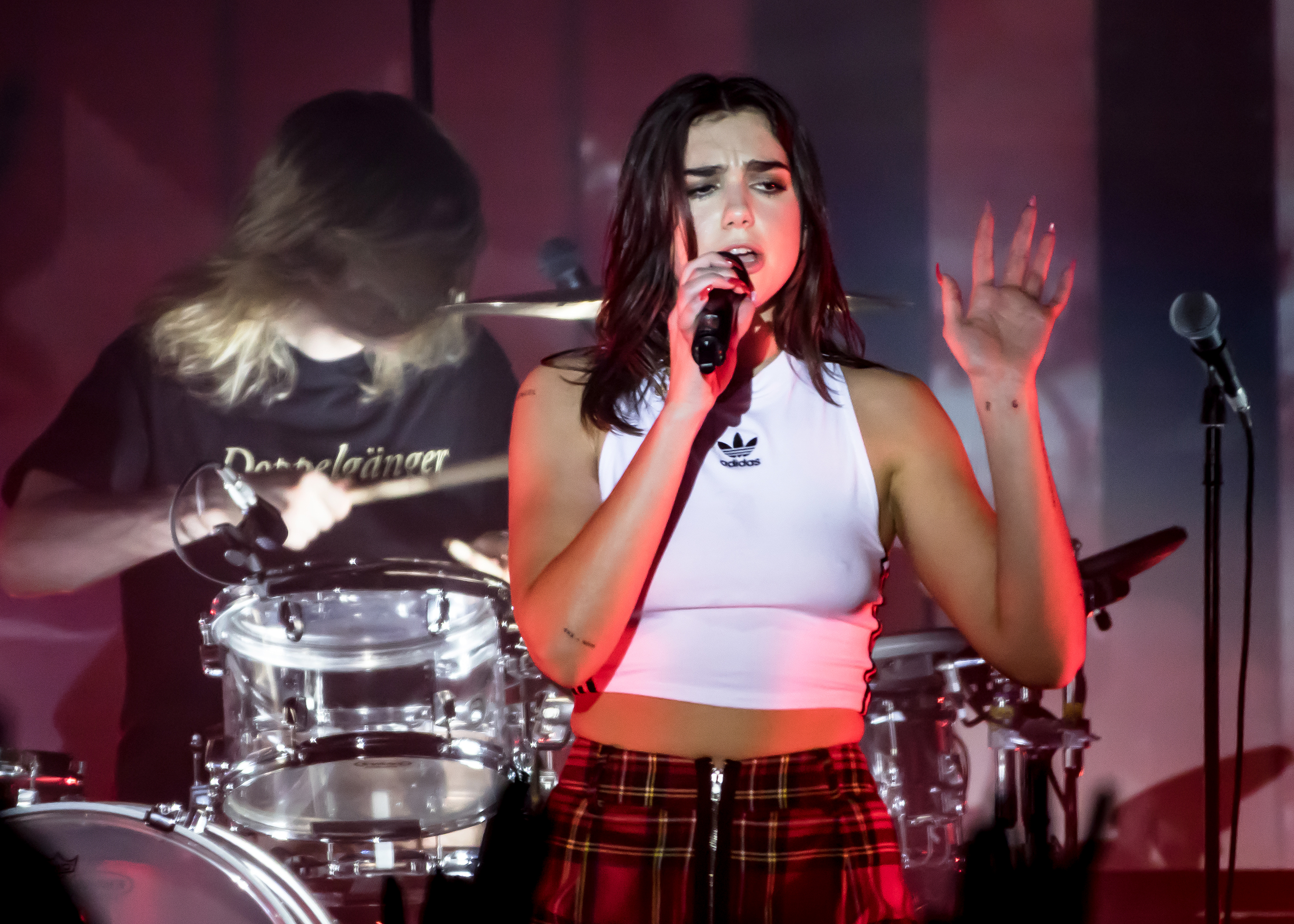
Lipa apresentando "New Rules" na Self-Titled Tour em fevereiro de 2018

O single de estreia de Dua Lipa, "New Love", serve como o primeiro single do álbum. A faixa foi lançada em 21 de agosto de 2015. "Be the One" serve como o segundo single. Lançada em 30 de outubro de 2015, a faixa inicialmente recebeu atenção limitada, pois estava planejada apenas para promoção em blogs e plataformas online. No entanto, após ganhar destaque nas estações de rádio alemãs, a canção se tornou um sleeper hit no ano seguinte. "Be the One" alcançou o top dez nas paradas de nove territórios, incluindo a região de Flandres na Bélgica, onde alcançou o primeiro lugar, e no país natal de Lipa, o Reino Unido, onde atingiu a nona posição na UK Singles Chart, marcando seu primeiro single solo no top 10. "Last Dance" foi lançada como o terceiro single em 9 de fevereiro de 2016, após estrear na BBC Radio 1 um dia antes.
"Hotter than Hell" foi lançada como o quarto single do álbum em 6 de maio de 2016. Comercialmente, a faixa recebeu um sucesso moderado. Foi a primeira entrada de Lipa na UK Singles Chart, onde atingiu a 15.ª posição. A canção também entrou no top 40 das paradas na Bélgica (Flandres e Valônia), Eslovênia, Países Baixos e na Polônia. "Blow Your Mind (Mwah)" foi lançada como o quinto single em 26 de agosto de 2016. A faixa se tornou o primeiro single oficial de Lipa nos Estados Unidos, o que a levou a estrear na parada Billboard Hot 100, atingindo a 72.ª posição; além disso, alcançou a 30.ª posição no Reino Unido. Também entrou nas paradas da Austrália, Escócia, Irlanda, Países Baixos e Portugal. O sexto single, "Lost in Your Light", com participação de Miguel, foi lançado em 21 de abril de 2017. A faixa alcançou a 86.ª posição na UK Singles Chart e recebeu uma certificação de prata da British Phonographic Industry (BPI). Também entrou nas paradas da Irlanda, Escócia e Eslováquia.
"New Rules" foi lançada em 7 de julho de 2017 como o sétimo single do álbum. Comercialmente, a faixa se tornou o primeiro single número um de Lipa na UK Singles Chart e alcançou essa posição em outros cinco territórios. Na parada Billboard Hot 100 dos EUA, tornou-se a primeira entrada de Lipa no top 10, alcançando a 6.ª posição. Até março de 2021, é a canção mais reproduzida por uma artista feminina britânica no Reino Unido, e quebrou o recorde de mais semanas na Billboard Pop Songs. "New Rules" foi indicada para Single Britânico do Ano e Vídeo Britânico do Ano no Brit Awards de 2018. O oitavo e último single, "IDGAF", foi lançado em 12 de janeiro de 2018. Comercialmente, a faixa alcançou o top 10 nas paradas de 20 territórios, incluindo Croácia e Irlanda, onde atingiu o primeiro lugar. Na UK Singles Chart, alcançou a 3.ª posição. "IDGAF" foi indicada para Single Britânico do Ano e Vídeo Britânico do Ano no Brit Awards de 2019.

### Promocionais
"Room for 2" foi lançada como o primeiro single promocional de Dua Lipa em 28 de outubro de 2016. "Thinking 'Bout You" foi lançada em 6 de janeiro de 2017, servindo como o segundo single promocional. Comercialmente, a faixa entrou nas paradas Ultratip nas regiões da Flandres e Valônia, na Bélgica, alcançando as 6.ª e 36.ª posições, respectivamente. Em fevereiro de 2017, "Thinking 'Bout You" recebeu um videoclipe dirigido por Jake Jelicich. "Homesick" foi lançada como o terceiro single promocional do álbum em 1 de dezembro de 2017. A faixa alcançou a 12.ª posição na região de Flandres, na Bélgica, e a 14.ª posição nos Países Baixos. Dua Lipa: Complete Edition foi apoiado por dois singles promocionais: "Want To" e "Kiss and Make Up" com Blackpink. O primeiro foi lançado em 6 de setembro de 2018, e o último foi lançado junto com a reedição do álbum em 19 de outubro de 2018. "Kiss and Make Up" obteve sucesso comercial, chegando ao top 40 em dezenove países e alcançando o primeiro lugar nas paradas da Malásia e Singapura. Além disso, atingiu a 36.ª posição na UK Singles Chart e a 75.ª posição na Gaon Digital Chart da Coreia do Sul.

## Recepção

### Crítica profissional
| Críticas profissionais | Críticas profissionais |
| Pontuações agregadas   | Pontuações agregadas   |
| Fonte                  | Avaliação              |
| ---------------------- | ---------------------- |
| AnyDecentMusic?        | 6.8/10                 |
| Metacritic             | 72/100                 |
| Avaliações da crítica  |                        |
| Fonte                  | Avaliação              |
| AllMusic               | [ 60 ]                 |
| Clash                  | 8/10                   |
| DIY                    | [ 97 ]                 |
| Evening Standard       | [ 63 ]                 |
| Financial Times        | [ 52 ]                 |
| The Guardian           | [ 77 ]                 |
| The Line of Best Fit   | 7/10                   |
| musicOMH               | [ 95 ]                 |
| NME                    | [ 58 ]                 |
| Q                      | [ 243 ]                |

Dua Lipa recebeu críticas geralmente positivas por parte dos críticos de música. No Metacritic, que atribui uma pontuação normalizada de 100 a análises de publicações, o álbum obteve uma média de 72, baseada em oito análises. O AnyDecentMusic? deu ao álbum uma avaliação de 6,8 em 10, com base em nove análises reunidas. Para o Financial Times, Ludovic Hunter-Tilney destacou que o álbum é predominantemente caracterizado por um "dance-pop otimista de qualidade impressionantemente sólida". Sean Ward, do The 405, afirmou que a cantora "firmou com sucesso seu lugar na categoria de inovadora do pop" com o álbum. Rick Pearson, do Evening Standard, elogiou o trabalho, dizendo que "este é um material de alta qualidade de uma artista que está destinada a grandes realizações".
Para a The Line of Best Fit, Claire Biddles afirmou que "este é um passeio geralmente cativante e incrivelmente divertido pelo pop moderno, com uma protagonista carismática, que se mantém coeso de uma forma surpreendente". Alex Green, da Clash, elogiou Dua Lipa como "um álbum de estreia repleto de confiança, não apenas em relação à voz de Lipa e sua habilidade para criar refrões cativantes, mas também na qualidade emotiva de suas letras". Neil Z. Yeung, do banco de dados AllMusic, aclamou o álbum como "uma coleção encantadora de joias pop cativantes, onde as faixas servem apenas para destacar o talento vocal de Dua Lipa" e como "uma excelente estreia de uma promissora estrela do pop". Em sua análise para a NME, Jamie Milton escreveu que a voz de Lipa "poderia tornar os sintetizadores mais densos parecerem tranquilos em comparação e apresenta uma rouquidão digna de quem fuma 20 cigarros por dia, capaz de dar às baladas emocionais um toque ousado", acrescentando que "é igualmente impressionante observar como o álbum de estreia se mantém com confiança, alternando entre estilos, mas sempre colocando em destaque uma autêntica sensação pop".
Ben Hogwood, da musicOMH, descreveu a voz "poderosa e distintiva" de Lipa como "uma das mais notáveis que se pode encontrar na música pop atualmente", enquanto observava que "a única possível preocupação com sua abordagem reside na produção por trás das faixas". Hogwood concluiu que "a esperança é que seus talentos tenham mais espaço e menos intervenção pós-produção". Kate Solomon, da revista Q, elogiou a voz de Lipa como "muito, muito boa" e opinou que "o que torna este álbum excepcional, em contraste com uma simples compilação de faixas precisamente produzidas entre uma série de singles de destaque, é o próprio talento de Lipa. Ela transforma canções que, nas mãos de outros, seriam apenas material descartável, em verdadeiros hinos para as garotas que continuam se apaixonando". Em uma avaliação mais mista, Hannah J. Davies, do The Guardian, afirmou que "apesar de algumas faixas genéricas", o álbum é "uma sólida estreia pop que transmite uma despreocupação alegre". O escritor da DIY, Alim Kheraj, notou que "em meio às 12 faixas do álbum, há muitos sucessos", mas, em última análise, considerou que boa parte do álbum "parece excessivamente planejada e calculada".

### Prêmios e indicações
Lipa recebeu numerosos reconhecimentos por Dua Lipa, incluindo uma indicação para Álbum do Ano no BBC Music Awards, uma indicação para Álbum Estrangeiro de Pop/Rock ou Trilha Sonora do Ano no Hungarian Music Awards, e uma vitória na categoria de Álbum Internacional do Ano no LOS40 Music Awards. Em 2017, Lipa foi indicada para Escolha da Crítica no Brit Awards de 2017. No Brit Awards de 2018, o álbum foi indicado para Álbum Britânico do Ano; ela conquistou os prêmios de Artista Revelação Britânica e Artista Solo Feminina Britânica na cerimônia. Lipa também ganhou o prêmio de Artista Revelação no 61.º Grammy Awards em 2019.

## Lista de faixas
| Dua Lipa – Edição padrão |                                            |                                                              |                                |         |  |
| N.º                      | Título                                     | Compositor(es)                                               | Produtor(es)                   | Duração |  |
| 1.                       | "Genesis"                                  | Dua Lipa Andreas Schuller Sarah Hudson Coffee                | Axident                        | 3:25    |  |
| 2.                       | "Lost in Your Light" (com part. de Miguel) | Lipa Miguel Rick Nowels                                      | Miguel Stephen "Koz" Kozmeniuk | 3:23    |  |
| 3.                       | "Hotter than Hell"                         | Lipa Adam Midgley Tommy Baxter Gerard O'Connell              | Kozmeniuk                      | 3:07    |  |
| 4.                       | "Be the One"                               | Lucy Taylor Digital Farm Animals Jack Tarrant                | Digital Farm Animals           | 3:22    |  |
| 5.                       | "IDGAF"                                    | Lipa MNEK Larzz Principato Skyler Stonestreet Whiskey Waters | Kozmeniuk                      | 3:37    |  |
| 6.                       | "Blow Your Mind (Mwah)"                    | Lipa Jon Levine Lauren Christy                               | Levine                         | 2:58    |  |
| 7.                       | "Garden"                                   | Lipa Greg Wells Sean Douglas                                 | Kozmeniuk Wells                | 3:47    |  |
| 8.                       | "No Goodbyes"                              | Lipa Dan Traynor Lindy Robbins Ilsey Juber                   | Kozmeniuk                      | 3:36    |  |
| 9.                       | "Thinking 'Bout You"                       | Lipa Adam Argyle                                             | Kozmeniuk                      | 2:51    |  |
| 10.                      | "New Rules"                                | Caroline Ailin Emily Warren Ian Kirkpatrick                  | Kirkpatrick                    | 3:29    |  |
| 11.                      | "Begging"                                  | Lipa Cara Salimando James Flannigan Gabriel Simon            | Flannigan                      | 3:14    |  |
| 12.                      | "Homesick"                                 | Lipa Chris Martin                                            | Bill Rahko                     | 3:50    |  |
| Duração total:           | Duração total:                             | Duração total:                                               | Duração total:                 | 40:43   |  |

| Dua Lipa – Edição especial italiana (faixas bônus) |                |                                 |                |         |  |
| N.º                                                | Título         | Compositor(es)                  | Produtor(es)   | Duração |  |
| 13.                                                | "Dreams"       | Lipa Tom Neville Chelcee Grimes | Ten Ven        | 3:40    |  |
| 14.                                                | "Bang Bang"    | Sonny Bono                      | Kozmeniuk      | 2:17    |  |
| Duração total:                                     | Duração total: | Duração total:                  | Duração total: | 43:00   |  |

| Dua Lipa – Edição deluxe (faixas bônus) / Dua Lipa: Complete Edition – disco um |                |                                                |                |         |  |
| N.º                                                                             | Título         | Compositor(es)                                 | Produtor(es)   | Duração |  |
| 13.                                                                             | "Dreams"       | Lipa Neville Grimes                            | Ten Ven        | 3:40    |  |
| 14.                                                                             | "Room for 2"   | Lipa Neville Autumn Rowe                       | Ten Ven        | 3:28    |  |
| 15.                                                                             | "New Love"     | Lipa Emile Haynie Andrew Wyatt                 | Haynie Wyatt   | 4:31    |  |
| 16.                                                                             | "Bad Together" | Lipa Grimes Tom Barnes Ben Kohn Peter Kelleher | TMS            | 3:58    |  |
| 17.                                                                             | "Last Dance"   | Lipa Kozmeniuk Talay Riley                     | Kozmeniuk      | 3:48    |  |
| Duração total:                                                                  | Duração total: | Duração total:                                 | Duração total: | 60:08   |  |

| Dua Lipa – Edição física japonesa (faixas bônus) |                                       |                               |                |         |  |
| N.º                                              | Título                                | Compositor(es)                | Produtor(es)   | Duração |  |
| 18.                                              | "Hotter than Hell" (Miike Snow remix) | Lipa Midgley Baxter O'Connell | Kozmeniuk      | 4:12    |  |
| 19.                                              | "For Julian"                          | Lipa Eg White                 | White          | 3:36    |  |
| Duração total:                                   | Duração total:                        | Duração total:                | Duração total: | 67:56   |  |

| Dua Lipa – Edição especial japonesa (faixas bônus) / Dua Lipa: Complete Edition – disco dois |                                  |                                         |                |         |  |
| N.º                                                                                          | Título                           | Compositor(es)                          | Produtor(es)   | Duração |  |
| 20.                                                                                          | "New Rules" (Initial Talk remix) | Ailin Warren Kirkpatrick                | Kirkpatrick    | 3:44    |  |
| 21.                                                                                          | "IDGAF" (Initial Talk remix)     | Lipa MNEK Principato Stonestreet Waters | Kozmeniuk      | 3:27    |  |
| 22.                                                                                          | "IDGAF" (Hazers remix)           | Lipa MNEK Principato Stonestreet Waters | Kozmeniuk      | 4:00    |  |
| Duração total:                                                                               | Duração total:                   | Duração total:                          | Duração total: | 79:07   |  |

| Dua Lipa: Complete Edition – disco dois |                                            | |                                             |         |  |
| N.º                                     | Título                                     | Compositor(es) | Produtor(es)                                | Duração |  |
| 1.                                      | "Want To"                                  | Lipa Amish Dilipkumar Patel Andrew Jackson                                                                                                  | Kozmeniuk ADP                               | 3:31    |  |
| 2.                                      | "Running"                                  | Lipa Wyatt | Kozmeniuk                                   | 3:41    |  |
| 3.                                      | "Kiss and Make Up" (com Blackpink)         | Lipa Grimes Yannick Rastogi Zacharie Raymond Mathieu Jomphe-Lepine Marc Vincent Teddy Park                                                  | Banx & Ranx                                 | 3:09    |  |
| 4.                                      | "One Kiss" (com Calvin Harris)             | Adam Wiles Jessie Reyez Lipa | Harris                                      | 3:34    |  |
| 5.                                      | "Electricity" (com Silk City)              | Mark Ronson Thomas Wesley Pentz Diana Gordon Romy Madley Croft Lipa Philip Meckseper Jacob Olofsson Rami Dawod Maxime Picard Clément Picard | Silk City                                   | 3:58    |  |
| 6.                                      | "Scared to Be Lonely" (com Martin Garrix)  | Martijn Garritsen Georgia Ku Nathaniel Campany Kyle Shearer Giorgio Tuinfort                                                                | Garrix Valley Girl Tuinfort Lorna Blackwood | 3:40    |  |
| 7.                                      | "No Lie" (Sean Paul com part. de Dua Lipa) | Jackson Warren Jamie "Sermstyle" Sanderson Philip "Pip" Kembo Sean Paul Henriques                                                           | Sermstyle Pip Kembo [a]                     | 3:41    |  |
| 8.                                      | "New Rules" (live)                         | Ailin Warren Kirkpatrick | Jay Reynolds                                | 4:35    |  |
| Duração total:                          | Duração total:                             | Duração total: | Duração total:                              | 29:53   |  |

| Dua Lipa – Edição em 360 Reality Audio |                                            |         |  |
| N.º                                    | Título                                     | Duração |  |
| 1.                                     | "Genesis"                                  | 3:26    |  |
| 2.                                     | "Lost in Your Light" (com part. de Miguel) | 3:27    |  |
| 3.                                     | "Hotter than Hell"                         | 3:08    |  |
| 4.                                     | "Be the One"                               | 3:25    |  |
| 5.                                     | "IDGAF"                                    | 3:38    |  |
| 6.                                     | "Blow Your Mind (Mwah)"                    | 2:59    |  |
| 7.                                     | "Garden"                                   | 3:48    |  |
| 8.                                     | "No Goodbyes"                              | 3:36    |  |
| 9.                                     | "Thinking 'Bout You"                       | 2:53    |  |
| 10.                                    | "New Rules"                                | 3:32    |  |
| 11.                                    | "Begging"                                  | 3:14    |  |
| 12.                                    | "Homesick"                                 | 3:50    |  |
| Duração total:                         | Duração total:                             | 40:56   |  |

## Equipe e colaboradores
Todo o processo de elaboração de Dua Lipa atribui os seguintes créditos:

### Edições padrão
Músicos
- Dua Lipa –  vocais, vocais de apoio
- Andreas Schuller –  teclados, percussão
- Leroy Clampitt –  guitarra
- Miguel –  bateria, percussão, baixo, vocais
- Rick Nowels –  guitarra elétrica, teclados
- Stephen "Koz" Kozmeniuk –  guitarra, bateria, sintetizadores, teclados, baixo, piano, bateria adicional, programação de sintetizadores, programação, vocais de apoio
- Dean Reid –  percussão, baixo de sintetizador, guitarra elétrica, teclados
- Mighty Mike –  bateria ao vivo
- Zac Rae –  piano, sintetizadores
- Jay Reynolds –  teclados adicionais
- Aadin Church –  vocais de apoio
- Talay Riley –  vocais de apoio
- Lucy Taylor –  vocais de apoio
- Jack Tarrant –  guitarra
- MNEK –  vocais de apoio adicionais
- Todd Clark –  vocais de apoio adicionais
- Larzz Principato –  guitarra
- Jon Levine –  teclados, Rhodes, baixo, guitarra, programação de bateria
- Greg Wells –  piano, bateria, baixo, sintetizadores
- Grades –  teclados, programação, bateria
- Adam Argyle –  guitarra
- Ian Kirkpatrick –  programação
- Cara Salimando –  vocais de apoio
- James Flannigan –  piano, bateria, programação de bateria, cordas de sintetizador, percussão, programação
- Chris Martin –  vocais adicionais, piano
- Tom Neville –  percussão, programação, teclados
- Tom Barnes –  bateria
- Pete Kelleher –  teclados
- Ben Kohn –  guitarra
- Matt Vlahovich –  teclados adicionais
- Eg White –  guitarra elétrica, sampler, sintetizadores, programação de bateria, wurlitzer, hammond

Técnica
- Axident –  produção
- Big Taste –  produção adicional
- Lorna Blackwood –  produção vocal adicional, produção vocal
- Cameron Gower Poole –  produção vocal adicional, engenharia
- Jeff Gunnell –  assistência de engenharia
- Tim Burns –  mixagem
- John Davis –  masterização
- Miguel –  produção
- Stephen "Koz" Kozmeniuk –  produção, produção adicional
- Manny Marroquin –  mixagem
- Chris Galland –  engenharia de mixagem
- Jeff Jackson –  assistência de engenharia de mixagem
- Robin Florent –  assistência de engenharia de mixagem
- Kieron Menzies –  engenharia
- Dean Reid –  engenharia
- Trevor Yasuda –  engenharia
- Chris Garcia –  engenharia
- Chris Gehringer –  masterização
- Jay Reynolds –  produção adicional, mixagem
- Tom Neville –  produção vocal
- Michael Sonier –  assistência de engenharia
- Serban Ghenea –  mixagem
- John Hanes –  engenharia para mixagem
- Digital Farm Animals –  produção
- Jack Tarrant –  produção vocal
- Evelyn Yard –  gravação
- Larzz Principato –  co-produção
- Josh Gudwin –  mixagem
- Joel Peters –  engenharia
- Jon Levine –  produção, engenharia
- Greg Wells –  produção, engenharia
- Grades –  co-produção, gravação vocal
- Matty Green –  mixagem, masterização
- Olly Thompson –  assistência de engenharia
- Ian Kirkpatrick –  produção, produção vocal, engenharia
- James Flannigan –  produção
- Suzy Shinn –  produção vocal adicional
- Matt Deutchman –  coordenação de produção
- Bill Rahko –  produção, engenharia
- Jordan "DJ Swivel" Young –  mixagem
- Aleks von Korff –  assistência de engenharia
- Ten Ven –  produção
- Emile Haynie –  produção
- Andrew Wyatt –  produção
- Ike Schultz –  assistência de mixagem
- TMS –  produção
- Eg White –  produção, engenharia

### Dua Lipa: Complete Edition
Músicos
- Dua Lipa –  vocais
- Stephen Kozmeniuk –  sintetizador, baixo, bateria
- Andrew Wyatt –  piano
- Blackpink[nota 3] –  vocais
- Banx & Ranx[nota 4] –  bateria, baixo, sintetizadores, teclados
- Chelcee Grimes –  vocais de apoio
- Silk City[nota 5] –  instrumentação
- The Picard Brothers[nota 6] –  instrumentação
- Jr Blender –  instrumentação
- Jacob Olofsson –  instrumentação
- Frank van Essen –  arranjo, violino, cordas
- Sean Paul –  vocais
- Ciara O'Connor –  vocais de apoio
- Naomi Scarlett –  vocais de apoio
- William Bowerman –  direção musical, arranjo, bateria
- Matthew Carroll –  baixo elétrico, teclados
- Kai Smith –  guitarra, teclados

Técnica
- ADP –  produção, engenharia, programação
- Stephen Kozmeniuk –  produção, programação de bateria, programação
- Jamie Snell –  mixagem
- Chris Gehringer –  masterização
- Matty Green –  mixagem
- John Davis –  masterização
- Banx & Ranx[nota 4] –  produção, programação
- Yong In Choi –  engenharia
- Calvin Harris –  produção, mixagem
- Mike Marsh –  masterização
- Silk City[nota 5] –  produção, programação
- The Picard Brothers[nota 6] –  produção adicional, programação
- Jarami[nota 7] –  produção adicional, programação
- Riton –  produção adicional
- Alex Metric –  produção adicional
- Jr Blender –  produção adicional, programação
- Josh Gudwin –  mixagem
- Hunter Jackson –  assistência de mixagem
- Will Quinnell –  assistência de masterização
- Martin Garrix –  produção, engenharia
- Giorgio Tuinfort –  produção
- Valley Girl –  produção
- Lorna Blackwood –  produção
- Cameron Gower-Poole –  engenharia
- JP Negrete –  engenharia
- Sermstyle –  produção
- Pip Kembo –  co-produção
- Paul Bailey –  engenharia
- James Royo –  mixagem
- Barry Grint –  masterização
- Jay Reynolds –  produção, mixagem
- William Bowerman –  co-produção
- Will Nicholson –  engenharia, gravação, frente de casa
- Jon Bond –  técnico de backline
- Alex Cerutti –  monitores
- Richie Mills –  técnico de backline

## Desempenho comercial
Dua Lipa foi um sucesso comercial. Ele foi um sleeper hit, alcançando sucesso internacional em 2018. Em junho de 2017, Dua Lipa estreou em quinto lugar na UK Albums Chart com vendas na primeira semana de 16.223 unidades. Na sua 38.ª semana, o álbum alcançou o terceiro lugar, sua maior posição na parada, vendendo 9.518 unidades; isso foi impulsionado pela aparição da cantora no Brit Awards de 2018. Após o lançamento da Complete Edition em outubro de 2018, o álbum saltou da 56.ª posição para o nono lugar na parada com 7.651 unidades vendidas. Em abril de 2021, o álbum passou sua 200.ª semana na parada e não saiu desde sua estreia. Durante esse tempo, o álbum passou 179 semanas no top 40 da parada, tornando-se o décimo sétimo álbum com mais semanas na região. Até abril de 2021, o álbum vendeu 720.505 unidades no país. Na UK Singles Chart, o álbum ocupa a quinta posição na lista de álbuns com o maior número de singles no top 10, com seis.
Nos Estados Unidos, Dua Lipa estreou na 86.ª posição na parada Billboard 200 datada de 24 de junho de 2017. Saiu da parada na semana seguinte, mas reentrou na 162.ª posição quatro semanas depois. Em fevereiro de 2018, o álbum passou sua 32.ª semana na parada, alcançando a 27.ª posição com 15.000 unidades vendidas. Com o impulso da Complete Edition, o álbum saltou da 129.ª posição para a 42.ª na parada na semana de 3 de novembro do mesmo ano. O álbum passou um total de 97 semanas na parada. Em outubro de 2018, Dua Lipa tornou-se o álbum mais reproduzido por uma artista feminina no Spotify, e já foi reproduzido mais de onze bilhões de vezes na plataforma. Até fevereiro de 2021, o álbum vendeu seis milhões de unidades em todo o mundo.

### Paradas semanais
| País – Parada (2017–2020)             | Maior posição |
| ------------------------------------- | ------------- |
| Alemanha (Offizielle Deutsche Charts) | 22            |
| Austrália (ARIA)                      | 8             |
| Áustria (Ö3 Austria Top 40)           | 36            |
| Bélgica (Ultratop Flandres)           | 6             |
| Bélgica (Ultratop Valônia)            | 19            |
| Canadá (Billboard)                    | 14            |
| Coreia do Sul (Gaon)                  | 93            |
| Dinamarca (Hitlisten)                 | 5             |
| Escócia (Official Scottish Albums)    | 3             |
| Eslováquia (ČNS IFPI)                 | 4             |
| Espanha (PROMUSICAE)                  | 11            |
| Estados Unidos (Billboard 200)        | 27            |
| Estônia (Eesti Tipp-40)               | 6             |
| Finlândia (Suomen virallinen lista)   | 11            |
| França (SNEP)                         | 59            |
| Grécia (IFPI)                         | 6             |
| Hungria (MAHASZ)                      | 12            |
| Irlanda (Official Irish Albums)       | 3             |
| Itália (FIMI)                         | 29            |
| Japão (Oricon)                        | 139           |
| México (AMPROFON)                     | 20            |
| Noruega (VG-lista)                    | 8             |
| Nova Zelândia (RMNZ)                  | 7             |
| Países Baixos (Dutch Charts)          | 6             |
| Polónia (ZPAV)                        | 8             |
| Portugal (AFP)                        | 15            |
| Reino Unido (Official Albums Chart)   | 3             |
| República Tcheca (ČNS IFPI)           | 5             |
| Suécia (Sverigetopplistan)            | 8             |
| Suíça (Schweizer Hitparade)           | 11            |

## Certificações
| Região | Certificação | Vendas     |
| --- | ------------ | ---------- |
| Austrália (ARIA)                                                                                                  | Ouro         | 35.000‡    |
| Bélgica (BEA) | Ouro         | 15.000‡    |
| Brasil (Pro-Música Brasil)                                                                                        | 3× Platina   | 120.000‡   |
| Canadá (Music Canada)                                                                                             | 4× Platina   | 320.000‡   |
| Dinamarca (IFPI Dinamarca)                                                                                        | 2× Platina   | 40.000‡    |
| Estados Unidos (RIAA)                                                                                             | Platina      | 1.000.000‡ |
| França (SNEP) | Platina      | 100.000‡   |
| Irlanda (IRMA) | Platina      | 15.000 ^   |
| Itália (FIMI) | Platina      | 50.000‡    |
| Noruega (IFPI Noruega)                                                                                            | 4× Platina   | 80.000*    |
| Nova Zelândia (RMNZ)                                                                                              | 2× Platina   | 30.000 ^   |
| Países Baixos (NVPI)                                                                                              | Platina      | 40.000‡    |
| Polónia (ZPAV) | Ouro         | 10.000‡    |
| Reino Unido (BPI)                                                                                                 | 3× Platina   | 900.000‡   |
| Singapura (RIAS)                                                                                                  | 2× Platina   | 20.000*    |
| Suécia (GLF) | Ouro         | 20.000‡    |
| *números de vendas baseados somente na certificação ‡vendas+valores de streaming baseados somente na certificação |              |            |

## Histórico de lançamento
| Região | Data                  | Formato(s)                          | Edição            | Gravadora(s) | Ref.    |
| ------ | --------------------- | ----------------------------------- | ----------------- | ------------ | ------- |
| Várias | 2 de junho de 2017    | CD download digital streaming vinil | Padrão            | Warner       | [ 312 ] |
| Várias | 2 de junho de 2017    | CD download digital streaming       | Deluxe            | Warner       | [ 312 ] |
| Japão  | 2 de junho de 2017    | CD                                  | Física            | Warner       | [ 150 ] |
| Itália | 20 de outubro de 2017 | CD                                  | Especial          | Warner       | [ 148 ] |
| Japão  | 25 de abril de 2018   | CD                                  | Especial          | Warner       | [ 151 ] |
| Várias | 19 de outubro de 2018 | CD download digital streaming vinil | Complete          | Warner       | [ 313 ] |
| Japão  | 19 de outubro de 2018 | CD                                  | Complete          | Warner       | [ 314 ] |
| Várias | 5 de outubro de 2020  | Streaming                           | 360 Reality Audio | Warner       | [ 152 ] |